# ダミアン・シマンスキ
ダミアン・シマンスキ（Damian Szymański、1995年6月16日 - ）は、ポーランド・ルブリン県クラシュニク出身のサッカー選手。AEKアテネFC所属。同国代表。ポジションはMF。

## 経歴
2019年1月12日、FCアフマト・グロズヌイに移籍した。3日後、4年半契約を結んだことを発表した。
2020年1月13日、AEKアテネFCに期限付き移籍。シーズン終了後にAEKが買い取りオプションを行使し、4年契約を結んだ。

### 代表
2018年9月7日のイタリア代表戦でA代表デビュー。

## 代表歴

### 出場大会
- ポーランド代表
  - 2022 FIFAワールドカップ

### 試合数
- 国際Aマッチ 17試合 2得点（2018年-）[6]

| ポーランド代表 | 国際Aマッチ | 国際Aマッチ |
| 年             | 出場        | 得点        |
| -------------- | ----------- | ----------- |
| 2018           | 4           | 0           |
| 2019           | 0           | 0           |
| 2020           | 0           | 0           |
| 2021           | 3           | 1           |
| 2022           | 3           | 0           |
| 2023           | 7           | 1           |
| 2024           |             |             |
| 通算           | 17          | 2           |